# Марийская мифология
Мари́йская мифоло́гия — комплекс мифологических представлений марийцев — луговых, восточных, северо-западных и горных. Часть общей прауральской и финно-угорской мифологии. Марийская мифология — основа формирования марийской традиционной религии. Мифы мари одновременно близки мифам удмуртов и мордвы.

## История изучения
Первые сведения о марийской мифологии относятся к XVI веку. Австрийский дипломат Сигизмунд Герберштейн в «Записках о Московии» утверждает, что черемисы исповедуют магометанскую веру. Польский писатель Александр Гваньини в «Описании Московии» (1549) делает важное добавление, указывая, что некоторые черемисы «являются язычниками».

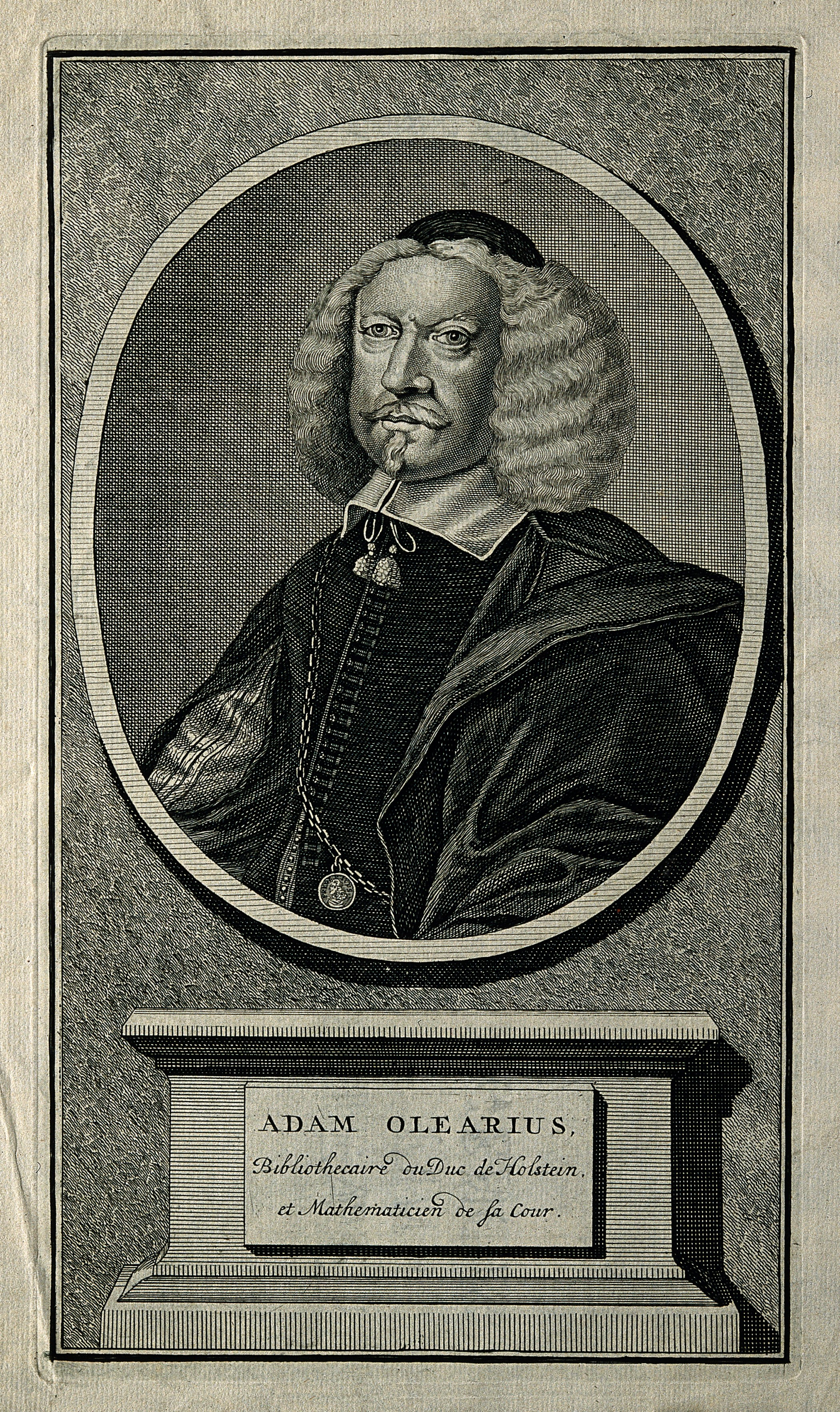
Адам Олеарий — первый учёный, давший описание религии черемисов (мари)

В труде Адама Олеария «Подробное описание путешествия Голштинского посольства в Московию и Пермию в 1633 и 1639 годах» говорится о том, что черемисы почитают солнце, огонь, воду, луну, единого «бессмертного бога», а также «чёрта», чья кумирня находится на реке Немде, и духов, которым приносятся умилостивительные жертвы.
Определённый интерес представляет описание мифологии и обрядов черемис, сделанных голландским мореплавателем Яном Стрёйсом, посетившим Россию в 1668—1669 годах. Кроме упоминания о культе солнца, огня, воды и веры в злых духов, Ян Стрёйс отмечает существование у черемисов грубых и смутных представлений о верховного боге — невидимом существе, имеющем подобный царскому двор.
В каком-то смысле уникальными являются этнографические заметки о черемисах голландца Н. Витсена выпустившего труд «Северная и Восточная Тартария» в 1692 году. Помимо того, что черемисы язычники, путешественник отмечает у мари поклонение деревьям и идолам. В том числе животным на деревянных сосновых жердях. Указывается, что черемисы почитают животных, которых видят во сне. Также упоминаются традиции трупосжигания и утопления мёртвого тела в воде. Повторяя сведения А. Олеария, Н. Витсен описывает подробно обряд жертвоприношения, отмечает, что черемисы кладут мёртвым в могилу огниво и топор, чтобы на том свете тем могли разжечь огонь и построить жилище. Особую ценность тексту Н. Витсена придаёт молитва «Отче наш» на марийском языке.
Большей полнотой и разнообразием сведений характеризуются работы учёных XVIII в.: Н. П. Рычкова, Г. Ф. Миллера, П. С. Палласа, И. Г. Георги.
Собственно объектом изучения марийская мифология становится XIX веке. Среди наиболее видных исследователей этого периода А. А. Фукс, А. И. Емичев, С. Л. Троицкий, А. Р. Филимонов, В. М. Черемшанский, П. В. Знаменский.
В 1862 году появился «Очерк религиозных верований черемис» С. А. Нурминского, в котором автор рассматривает культ бога Вадыша, а также излагает миф о дочери Юмо. В 1877 году вышла брошюра чувашского учёного Н. И. Золотницкого «Невидимый мир по шаманским воззрениям черемис».
Специальные труды марийской мифологии также посвятили С. К. Кузнецов, Г. Яковлев. Значительное место марийской мифологии было уделено в монографии И. Н. Смирнова «Черемисы. Историко-этнографический очерк» (1889).
Пик активности в изучении и описании марийской мифологии пришёлся на вторую половину XIX — середину XX века. Благодаря усилиям таких венгерских и финских учёных как Э. Беке, А. Генец, В. Поркка, Ю. Вихманн, Г. Рамстедт, С. Сомье, Х. Паасонен, У. Хольмберг было сохранено множество архаических марийских сказок, легенд, заклинаний, молитв и песен.
В самом конце XIX века стали появляться работы марийских авторов. Такова, например, статья П. Ерусланова «Очерк быта и преданий восточных черемис». Важное место в изучении марийской мифологии в первом десятилетии XX века заняли работы замечательного российского филолога В. И. Филоненко.
В конце 1920-х годов был издан ряд статей и книг марийского учёного В. М. Васильева, посвящённых марийской мифологии. Определённое значение имели работы Г. Лихачёва, Н. М. Маторина, М. Г. Маркелова, И. В. Зыкова.
В 1956 году вышла монография американских лингвистов Т. Шебока и Ф. Ингерманн «Исследования черемис: Сверхъестественное». Авторы создали своего рода «энциклопедию» марийской мифологии.
Очень много для изучения марийской мифологии сделали марийские учёные-фольклористы. Новые тексты сказок, легенд, преданий и песен записали и прокомментировали К. А. Четкарёв, В. А. Акцорин. Большое значение имели диссертация Н. С. Капустина «Пережитки древних религиозных верований и борьба с ними. На материалах Марийской АССР» (1965), монография Н. Ф. Мокшина «Религиозные верования мордвы» (1968), в которой проводились сравнения мордовских и марийских богов, и брошюра А. Ф. Ярыгина «Современные проявления дохристианских верований марийцев» (1976).
С начала 80-х годов XX века начался новый всплеск интереса к марийской мифологии и религии, продолжающийся и поныне. Увидели свет работы В. А. Акцорина, В. Я. Петрухина, С. А. Токарева. Марийская мифология стала объектом специального интереса таких исследователей как Ю. А. Калиев, Н. С. Попов, Т. А. Молотова, В. А. Коршунков, Н. М. Охотина, О. В. Данилов, А. А. Степанова, К. И. Ситников, Л. С. Тойдыбекова, Г. Е. Шкалина, Р. А. Саберов, Н. В. Мушкина, Р. Р. Садиков и др..

## Космогонические мифы

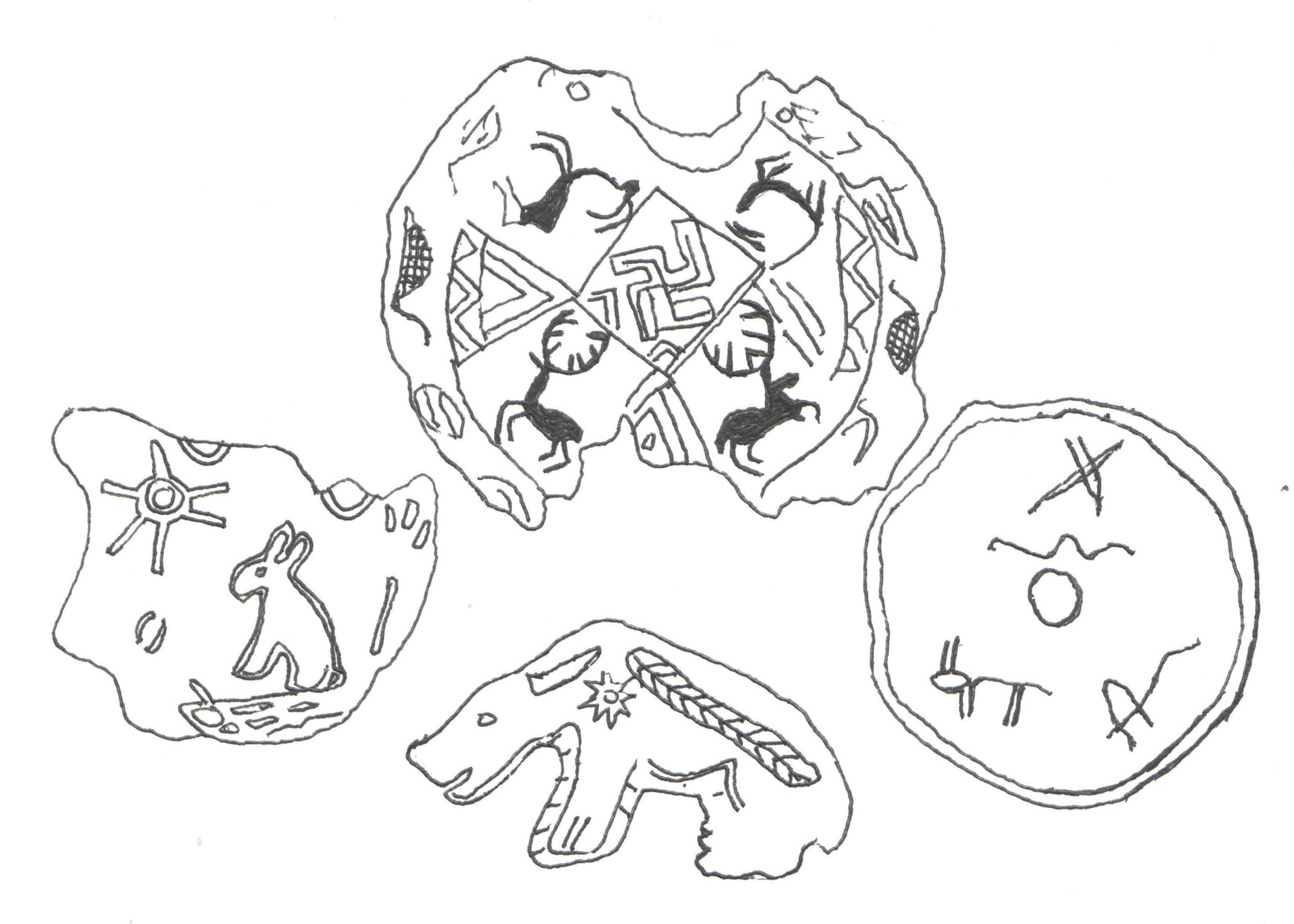
Космогонические мотивы в изображениях ананьинской археологической культуры (сочетание зооморфных и солярных мотивов)

Большинство космогонических мифов мари восходят к так называемому прауральскому космогоническому мифу, в котором решающая роль при сотворении земли отводится ныряющей за ней птице (селезню). Вместе с тем, отдельный вариант марийского космогонического предания включает в себя реликты мифа о сотворении мира из яйца (как в родственной мордовской мифологии, праматерь-утка сносит яйцо, из которого рождаются небожители Юмо и Йын). Причём, в этом варианте птицы принимают совместное участие в добыче земли со дна первичного океана.
На лоно первичного океана из своего гнездовья — Лудо пыжаш (букв.: Утиное гнездо — созвездие Плеяды) прилетела утка. Снеся два яйца, она их высидела под своими крыльями. Из этих яиц родились два брата-селезня — Юмо и Йын. Затем они попеременно, нырнув под воду, в клюве со дна океана достали землю(или это сделал Йын по велению Юмо). Из той земли, что достал Юмо, образовалась ровная поверхность. Йын же поперхнулся и вместе с землёй выплюнул и слюну. Поэтому на земле возникли горы, озера и болота.
Затем Юма принялся высекать искры молотом из небесного камня (Каван кӱ) — и полетели сакчи (шукчи). Керемет подсмотрел за ним в это время, и, когда Юма уснул, он также стал высекать искры, и полетели его собственные сакчи — шайтаны.
Сохранился миф мари, рассказывающий о том, что земля (Мланд), первоначально лежала под водой. Потом земля (Мланд) отделилась от воды (Вӱд) и на обсохшей земле поднялись еловые леса (Кожла). В лесах зародились великаны-онары, а за ними наконец люди.
Также имеется вариант, сходный с удмуртским мифом «Горы и долы». В нём ведущая роль при творении земли отводится не воде (Вӱд), а ветру (Мардеж). Так в антропологическом мифе «О происхождении человека» сказано: «…раньше вся земля на воде лежала. Сухой земли не было, говорили. Но потом постепенно вода загустела и превратилась в землю. После этого поднялся очень сильный ветер. Земля, подобно ветру, пришла в движение. Так на поверхности нашей земли появились река Лемда, острова и моря. Понемногу образовалась сухая почва и твёрдые участки земли…» [Перевод с мар. Иликаев А. С., 2021].

## Устройство мира

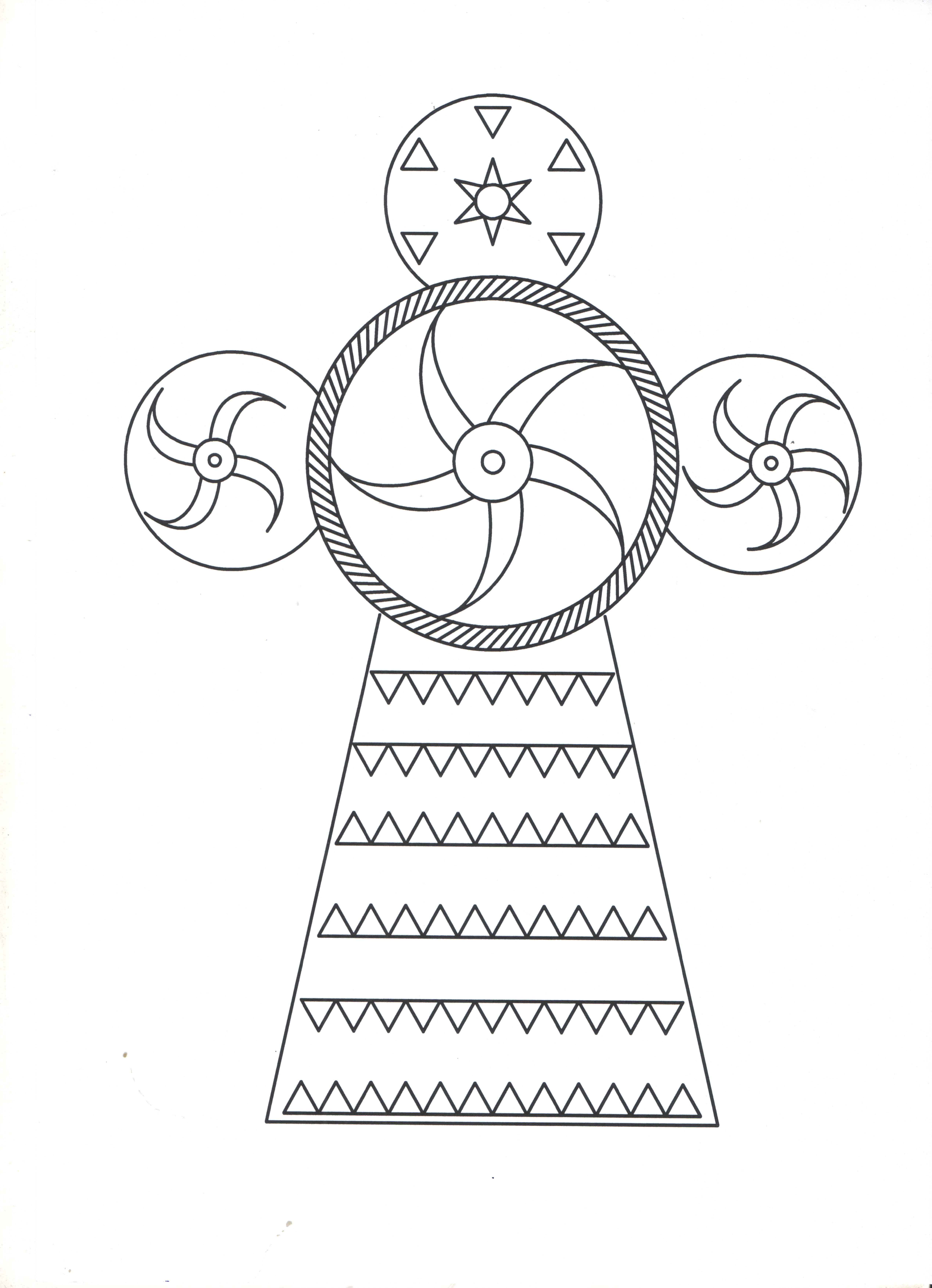
Схематическое изображение трёх уровней мироздания: небо, земля, водный (подземный мир). Бляха-подвеска. Ананьинская археологическая культура (V—III вв. до н. э.)

Столпом вселенной выступает Кава Шӱдыр, или Маска Шӱдыр (Полярная звезда, Небесное веретено, Медвежья звезда), вокруг которого располагаются созвездия Шордо — Лося (Большая медведица), Йуксо — Лебедя, Лудо пыжаш — Утиного гнёзда (Плеяды), Пызле вондо — Рябинового куста (Лиры или Ориона), Тул вуй — Факела (Козерога) и проч. В народной поэзии можно обнаружить следующие строки:

Лебедь летит, глядя на небесное веретено,

Кукушка летит, глядя на озеро…

Также одним из устойчивых образов марийской мифологии является образ Каве Менге (Небесного Столба). Кава Менге может представляться также в виде огненного столба, железного, серебряного, золотого. В текстах заговоров встречается выражение «из центра земли восходящий Серебряный Столб». В народной поэзии о Кава Менге говорится:

Лебедь, пролетая в вышине,

Отдыхает, садясь на Небесный Столб….

В непосредственной близости от Небесного Столба располагалось созвездие Лося (Большой Медведицы). Сохранился марийский миф, согласно которому Большая Медведица это лось с детёнышами и охотник с собакой. Последние осуждены вечно кружиться по небу за то, что умертвили первых.
В. В. Напольских полагает, что миф о небе, как о крышке вращающейся чаши вокруг «небесного гвоздя» Полярной звезды (Сампо в «Калевале»), миф об охоте на небесного лося, широко представлены у всех уральских народов и народов Сибири.
Верхний мир (по некоторым представлениям состоящий из семи небес) считался местонахождением богов, прежде всего, творца Юмо (Куго-Юмо), куда никто не может попасть. Юмо находится за «железным забором», на золотом престоле, откуда ему видны все дела людей. Верховный бог сам сделал гусли. Играя на них, сидя на облаке, он потом передал их людям. Распространён образ Кугу Тумо, на котором находится бог Юмо. Известен Тумо-виян (Тумо-патыр, Дубовый богатырь).
Первоначально слово юмо в финских языках значило небо, и в этом смысле оно до сих пор употребляется в некоторых случаях, например в выражениях юмо волгалтла, небо проясняется; юмо йуклана, небо гремит; юмо пылайте, небо в облаках; в сложных словах — юмынӱдыр, горизонт (букв.: край неба, дочь неба), юмынлулеге, мироздание (букв.: остов неба). Позже оно стало обозначать верховное божество: юмынкӱй жертвенник (букв.: камень Юмо), юмынпундаш небо (букв.: дно Юмо). Ветер — дыхание Юмо, радуга — его боевой лук. Преследуя злых духов в грозовых тучах, Юмо, передвигаясь по небу в колеснице с огненными конями, мечет в него камни и молнии-стрелы. Своей золотой шапкой Юмо освещает мир, с помощью громадного молота выбивает искры, творя ангелов.
Позднее Юмо превращается в зажиточного земледельца, имеющего богатое хозяйство и множество скота. Работая от зари до зари, он требует того же от дочери Юмынӱдыр и сына Юмынэрге. Некоторые объекты верхнего мира имеют непосредственное отношение к образу верховного божества: юмын шулдыр — крылья Юмо; юмын кудо — жилище Юмо; юмын тул — огонь Юмо; юмын кудо пече — ограда жилища Юмо; юмын ушкал — корова (скот) Юмо; юмын сотар — война Юмо (Северное сияние), Юмын Энер — река Юмо (Млечный путь), а также спускаемые через отверстие в небе богами лёнгё — качели.
Своеобразным посредником между землёй и небом служит некая гора, на которой растёт высокое дерево. Обычно сосна или мифическая «серебряная ель». По этому дереву (или лестнице, свитой из сучьев ели) можно взобраться на небо. Также страны богов можно достичь на лодке, переправившись за море.
Обителью богов, а также светил (Солнца и, возможно, Луны) первоначально представлялись верхушки деревьев (до того, как оскорблённое небо не поднялось, удалившись от земли).
Согласно некоторым представлениям, боги проживают на краю земли, за занавесом в виде полога. Поверхность этого полога покрыта дырками. Через эти дырки люди видят звезды, солнце, луну. На самом небе располагается обитель богов с яблоневым садом). В семью Юмо входят Юмын Ава (мать бога), Мланде Ава (мать земли), Шочын Ава (мать рождения), а также Кӱдырчо Юмо (бог грома) и Волгенче Юмо (бог молнии).
Нижний мир представлен водным и подземными мирами. Как отмечал финский исследователь религии мари Х. Хольмберг, у водяных духов, представленных образами Йомшо и Вӱд Авы, живших в самых глубоких омутах, имелись под водой свои дом, семья, хозяйство и скот. Таким образом, образовывался своеобразный параллелизм небесному хозяйству Юмо.
Путь в загробный мир (часто состоящий из нескольких «слоёв») лежал через высокую ледяную гору, перебраться через которую возможно было только с помощью ворона. Вход в загробное царство охраняли злые псы или даже прикованный к скале ужасный и отвратительный косматый медведь. Пропасти кишели змеями. Особенно выделялся демонический Шем Кишке (Чёрный змей).
По мысли ряда исследователей, в мифах мари сохранились также прауральские представления о нижнем мире, в который был заключён противник верховного бога. Так Юмо и Киямат (Керемет, Азырен, Йын, Йоон и т. п. боги зла, антагонисты Юмо) попадали в подземное царство через отверстие в земле. Как и в представлениях обских угров, подземный мир мари оказывался закрытым от мира живых неким камнем.
Продолжая традиции прауральской мифологии, горизонтальная проекция мира включает демонизированный север, где обитают злые духи медведя и волка, а также находится ледяное загробное царство. (Неслучайна ориентация покойников головой на север.) Противоположное положение занимает мир богов, прежде всего, обитель самого Юмо, называемого также Шошо Юмо, то есть «весенним богом, весенним теплом». В небесной сфере южная сторона определяется Дорогой Диких Гусей (Млечным путём).
Западная часть имеет нейтральный статус, но иногда маркируется как некая земля предков марийцев, откуда те впоследствии продвинулись в междуречье Ветлуги и Вятки. На далёкой восточной окраине располагаются Каменные горы — Уральские горы, Юл (Йыл) — река Волга, земли за Виче — рекой Вяткой. Эти области, как правило, занимают великаны-нары, иноплеменники одо, лесной народ овда или даже пийнеры — песьеносые.

## Антропогонические мифы. Реликты фетишизма, анимизма и тотемизма
Считается, что Кугу Юмо за одну неделю сотворил землю, людей, лес, воду, скотину, всех зверей и всему дал своё имя. Когда Кугу Юмо творил полезных животных и птиц, Керемет создавал земноводных, насекомых, червей, стихийные хаотические природные силы, вредоносных духов (шайтанов). И в тот же день Кугу Юмо вылепил его из глины, наделив своё создание плотной роговой оболочкой, которая могла защитить человека от огня и воды, жары и холода, звериных когтей и зубов, болезней и несчастий, делала человека не только красивым и здоровым, но и практически бессмертным. Однако человек оставался бездыханным, так как в его теле не было души. Только душа могла дать человеку энергию жизни, сознание и ум. Пока Кугу Юмо ходил за душой, Керемет решил помешать божеству и внести свои коррективы в его творение. Но собака, оставленная богом сторожить безжизненное тело человека, не подпустила Керемета к нему. Тогда злой дух напустил холод и уговорил дрожащую от холода собаку допустить к человеку, одарив за это её шерстью. Чтобы утвердить свою власть над человеком Керемет оплевал его. Возвратившемуся с душой Юмо ничего не оставалось делать, кроме как вывернуть запачканное тело человека наизнанку, отчего нечистоты Керемета оказались внутри человеческого организма. Исчезла и спасительная оболочка, она осталась только на кончиках пальцев рук и ног в виде ногтей. От всего этого человек навсегда потерял бессмертие, стал подвержен болезням, зависим от капризов погоды. Кугу-Юмо проклял собаку за её преступное нарушение своего долга. В данных сюжетах, полагают исследователи, мифы мари испытали влияние народно-христианских представлений.

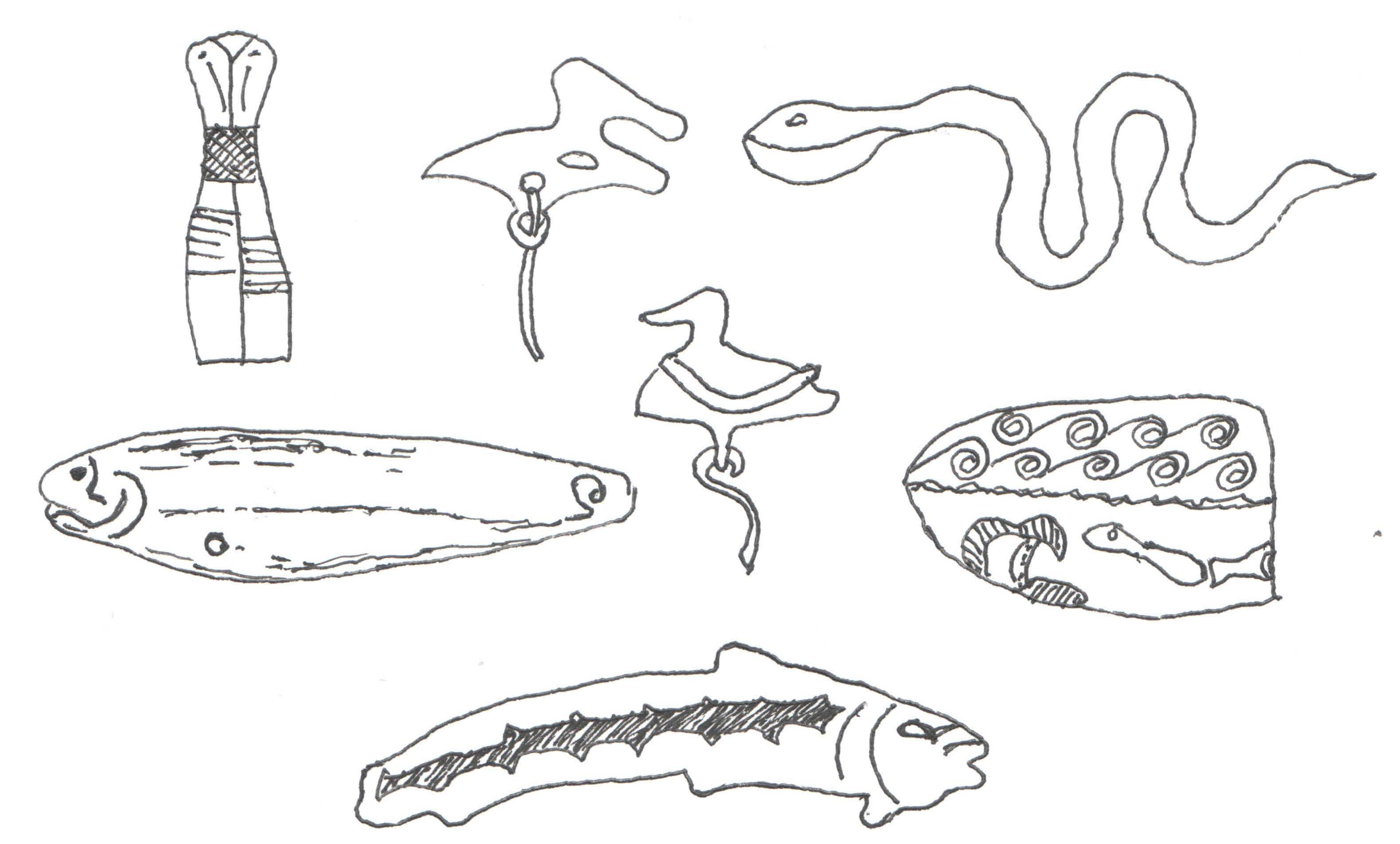
Изображения утки, змеи и рыбы по археологическим памятникам Марийского края.

Более оригинальным можно признать миф о появлении людей вслед за великанами-онарами в лесах, а также предание о происхождении первых человеческих пар от союза Тӱн Юмо и Шочын Авы. Тӱн Юмо, прежде чем познакомиться с Шочын Авой, пришлось выдержать тягостное испытание — пройти огромное расстояние, шагая дни и ночи, питаясь лишь сырым мясом лосёнка. Встретившись с Шочын Авой, они ровно в полдень искупались в реке, отчего в одно мгновение появились шестеро мужчин и столько же женщин. Шочын Ава объединила их парами, дав начало первым человеческим семьям и народам. В знак благодарности за сотворение людей мифический лось (возможно, Юмо в зооморфном образе) наделил этих прародителей лосиными рогами, на которых было начертано божье завещание: «людям — размножаться, народам — численно расти».
Реликты фетишистских, анимистических и тотемических воззрений, по всей видимости восходящих ко временам финно-угорской и уральской общности, сохранились в предании о превращении людей в горелые пни, вере в божество Пушенге Шочын Ава — рождающую дерево. Это божество покровительствовало рождению и росту деревьев. Мари верили также в особую связь деревьев и человеческих душ, то есть, как и все уральские народы почитали личные деревья и деревья-двойники. Безусловно древним пережитком можно считать веру в то, что после смерти душа человека превращается в рыбу. Существовало представление о душе-двойнике, тени, духе-призраке орт, которая при страхе, ужасе или во сне покидает тело человека . По сообщению И. И. Георги, мари имели духа-покровителя Кудоводыж. Этот дух жил в летней кухне кудо — архаической постройке, аналогичной удмуртскому святилищу куале. Здесь для Кудоводыжа особо огораживали отдельную её часть, называемую изи кудо. В ней в берестяном коробе хранилась деревянная кукла, олицетворяющая Кудоводыжа . Среди духов мари выделяли разнообразные мужо — духов, насылающих болезни. Мужо могли состоять в качестве подчинённых духов в штатах некоторых божеств. По материалам Ю. А. Калиева, у марийцев Башкирии мужо отождествлялись с природными объектами и некоторыми видами животных (горами, быками, баранами, реками, ручьями) . Миф также объясняет происхождение Млечного пути Кайык комбо корно: «В седой древности начал было наступать сильный холод. Дикие гуси тысячами летели от холода в тёплые края, в сторону полудня. Их преследовали вослед холод и тёмные ночи. Некоторые гуси от долгого полёта уставали и отставали от своей стаи. Чтобы уставшие и отставшие собратья нашли свою стаю, летевшие сильные гуси оставляли в небе свои белые пуховые перья. Так образовалась Дорога диких гусей (Млечный Путь). Отдохнувшие гуси по этим пушинкам догоняли свою стаю. Так они находили в полуденных странах место стоянки основной стаи. До сих пор по этому пути осенью летят в тёплые страны дикие гуси».
Отголоски древних тотемических преданий сохранил целый ряд марийских сказок о животных, объясняющих, к примеру, наличие у кулика длинного клюва, рассечённой губы у зайца . Имеются мифы о сожительстве девушек с медведями , деве-лебеди Йукталче . В популярной марийской сказке медведь, взобравшись на макушку ели, пытается зажечь лучину от луны . Существуют традиционные марийские имена Вайыш, Порбос, Пужей, Пихсан, Вараш и т. п., восходящие к названиям животных: утки, оленя, волка, ястреба .
Пережитки тотемистических представлений наличествуют в ряде обрядов. Так у мари было принято выпекать особый обрядовый пирог Урымдо когыльо, которым «угощали» в лесу, приглашая бурундука. Из-за своих полос бурундук на спине считался отмеченным самим Творцом . В. М. Васильев отмечал, что женатые мужчины деревни Тумына раз в год вместе с жёнами собирались в доме, где из рубленного мяса совы стряпали пирожки и ели после соответствующего моления. Учёный предполагает, что, возможно, в прошлом сова (тумна) почиталась марийцами в роли тотема как хранительница семейного очага и его благополучия . По информации учителя С. Санукова, в прошлом у мари существовали отдельные рощи для жертвоприношения голубей. Считалось, что у голубя одна половина тела состоит из человеческого мяса, а другая из голубиного .

## Этногонические мифы и мифы о культурных героях

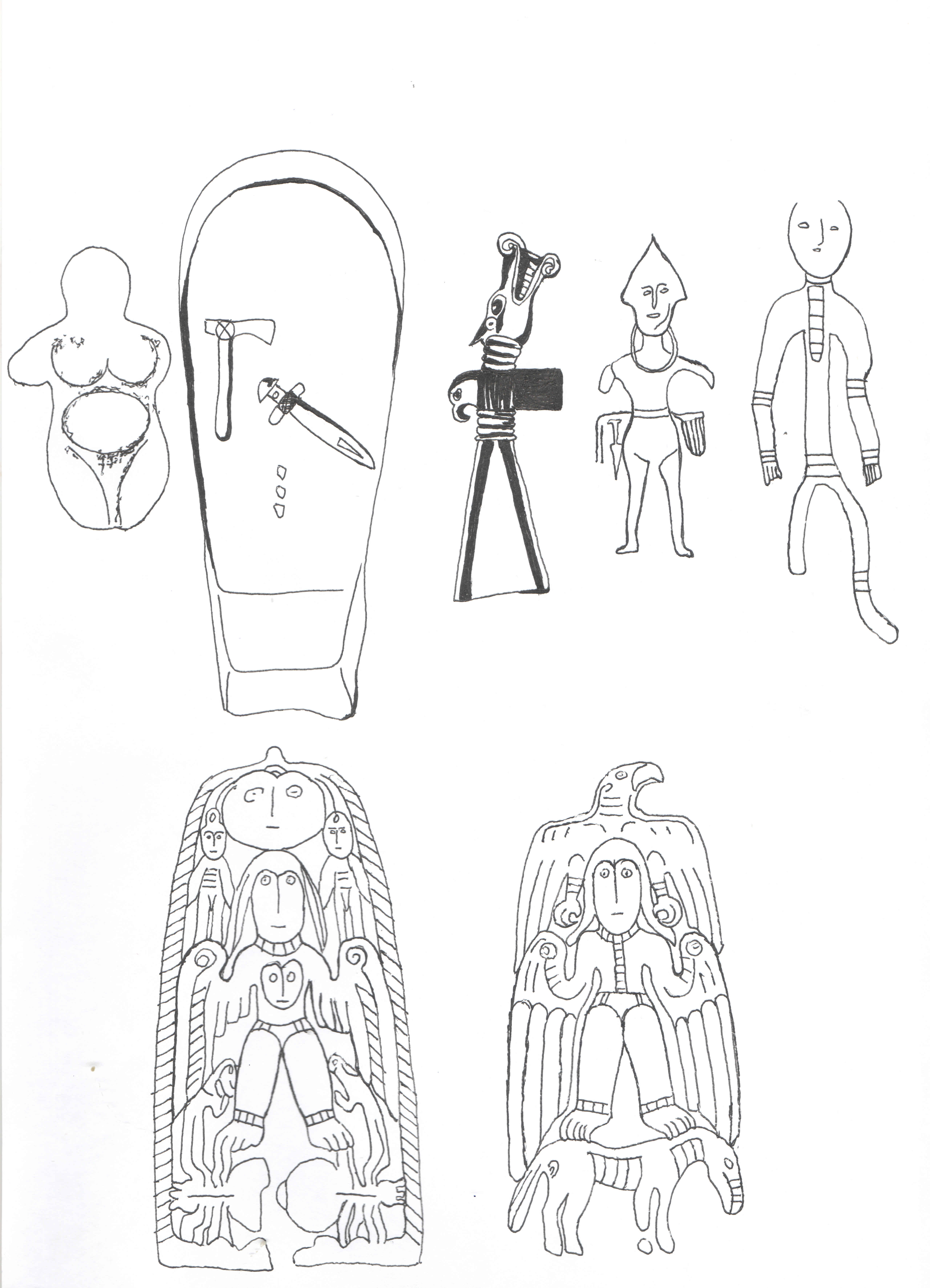
Антропоморфные изображения по финно-угорским археологическим памятникам Приуралья и Поволжья

Согласно марийскому мифу, записанному С. Нурминским в середине XIX века (1862), «дочь у бога была красавица-прекрасавица, а женихов на небе не было, одни только ангелы. Бог был работящий, работников не держал: сам работал и дочь свою посылал пасти скот. На небе травы нет, поэтому нужно было спускаться на землю. Бог и спускал туда свою дочь вместе со скотиною: растворит небо, раскинет качель, чтобы он доставал до земли, и спускает по нему дочь на землю. Слезши, она кричит: „Дох, дох, дох“, — и лошади спустятся; она закричит коров: „Тпруна, тпруна“, — спускаются коровы; спустятся коровы, она закричит овец: „Ста, ста, ста“, — овцы спускаются. А вечером кричит на небо: „Батюшка, спускай качель, мне нужно домой, я отпасла скотину“. Бог отворяет опять небо, спускает качель, и она влезает на небо, а потом зазывает, весь скот»,
"Дочь бога, — говорится далее в легенде, — пасла, пасла скотину, ходила, ходила, а женихов-то все нет. Раз спустилась она на землю и увидела, молодца; поговорила с ним и дала ему платок. При этой она учила жениха: «Смотри, у меня отец-то бог, он не отдаст; меня за тебя; ты лучше подбери товарищей и меня увези, а я возьму другой платок и повешу его где-нибудь на кол. Он увидит этот платок и будет меня искать; не найдёт и скажет: „Умерла“. Так они и сделали. Долго бог, искал её, не нашёл и подумал, что она умерла. Через два года они пришли к отцу и сказали ему всю правду. Помирились, и на мировой был большой пир. Приданого бог дал много. С этих пор бог и стал знаком с людьми».
В других вариантах мифа (также сохранившегося в русской передаче) содержится также рассказ о том как на свадебном пиру Керемет, напившись допьяна, поссорился с зятем и сбросил несчастного с неба. Из разбившегося на части тела последнего выросли священные деревья берёзы и дубы. Но и Керемету не суждено было торжествовать победу. Разгневанный Юмо сбросил своего брата с неба.
Известен марийцам и миф о земной невесте небесного жениха: сын Юмо, Юмын эрге, спускается на землю и берёт в жены девушку, с которой поднимается на небо. Сходные рассказы имеются в мордовской мифологии. В записанных на марийском языке текстах дочь бога часто носит имя Пиамбрар или даже Пуйыршо. Она становится невестой Кугурака, прельщённая красивой одеждой племенного вождя.
Согласно легенде о возникновении марийского народа, марийцы являются потомками дочери Юлы-бога и первого человека Мари.
Традиционно считается, что у мари мифы о культурном герое были заменены восточнославянскими апокрифическими сказаниями о деяниях христианского Бога. Однако уже К. А. Четкарёв одним из первых обратил внимание на то, что в роли такого персонажа в марийской мифологии выступает божество Кугурак (Курык кугыза) и его жена. Кугурак научает мари-охотников ковке железа, выращиванию зерна, знакомит с молотом, лопатой и другими, необходимыми в хозяйстве, вещами. Жена Кугурака изобретает лук и стрелы, учит женщин ткать, танцевать и играть на музыкальных инструментах. Уходя в могилу, Кугурак обещает вернуться к своему народу, чтобы защитить его от врагов. Полтыша, легендарного князя мари, хоронят в лодке вместе с его сокровищами. Здесь Кугурак и Полтыш напоминают коми-пермяцкого Кудым-Оша, карело-финского Ильмаринена, мордовского Чам-Паса и Тюштяна, обско-угорского Эква-Пырища.
В некоторых случаях приручение огня, освоение искусства варки пищи, изготовление пива, приписывается самому соответствующему божеству (Тул Юмо).

## Пантеон
По мнению некоторых исследователей, возвышение Куго-Юмо является позднейшим явлением. Первоначально марийцы поклонялись близким им племенным богам вроде Кугурака (Курук кугуза, Кукарка, Шенгел Кугу Енг) и Водыжа, под началом которых, в свою очередь, находились штаты подчинённых более мелких богов и духов (Ужедыш, Имэ, Толэ). При этом отдельно выделялся культ водяного божества Кугу Йомшо, занимавшего, в целом, более низкое положение, чем Кугурак и Водыж.
На позднейшее возвышение Куго-Юмо указывает и такой факт, как наличие у него тукым шольыжо Куго-Юмо, то есть Двоюродного брата Большого Бога.
С развитием у мари производящих форм хозяйства, прежде всего земледелия и скотоводства, на первый план выдвинулся небесный бог Кугу Юмо. Он стал представляться как зажиточный, богатый земледелец, обладающий большим количеством скота. Первоначально бог никакого отношения к людям не имел, поэтому они его не знали. Связующим звеном между богом и человеком явилась его дочь Юмын Удыр.
К высшим богам, окружающим верховного бога, относились: Тӱн юмо — бог, ведающий небесными делами, вселенной; Ош кече кугу юмо — бог солнца и света, Кава юмо — бог неба, небосвода, Мэр кугу юмо — бог, покровитель народа. Большим почитанием пользовался также Волгенче юмо — бог молнии. Вюд Ава, богиня воды, почиталась хранительницей знания. Тул Ава, богиня огня, являлась ходатаем людей и богов, передатчиком их просьб Куго Юмо. Тем не менее, наряду с почитанием Мланде Авы, богини земли, сохранили своё значение старые божества леса и дикой природы: Кожла, Чодра Ава. Особую близость марийские богини обнаруживают богиням мордвы. Так, марийской Мланде Аве соответствует Мод Ава, Вюд Аве — Ведь Ава, Тул Аве — Тол Ава, Мардеж Аве — Варма Ава, Чодра Аве — Вирь Ава, Нур Аве — Норов Ава и т. д.
В 1770 году Н. П. Рычков составил небольшой перечень из восемнадцати богов и богинь марийского пантеона. В числе главных богов он перечислил: Юмо, Куго-Юмо, Пуйршо-Юмо, Азрека, Кудурчо-Юмо, Пиамбара. В труде «Описание всех обитающих в Российском государстве народов» (1799) И. Г. Георги предпринял первую попытку разобраться в иерархии марийских богов. Особенно значимой и плодотворной является его мысль о том, что черемисские небожители являются детьми или родственниками Кого юмы и Юман абы. В числе наиглавнейших богов В. М. Черемшанский (1859) называет Куго-Юмо — верховного бога, Пуйршо-Юмо — бога неба, Кюдюрчо-Юмо — бога грома, громовержца, Юмыш-Аву — мать жизни, Мляндэ-Аву — мать земли, Шочэн-Аву — мать рождения, Кече-Аву — мать солнца, Мардэж-Аву — мать ветра. Среди низших мифологических персонажей он упоминает духа ключей (ручьёв) Ямшинэра (Йомшо), обитающего в глухих лесах, Одыр-Памаша — духа земных недр, властелина гор и Кудо-Вадыша (Водыжа) — хранителя дома.
Г. Яковлев (1887) привёл перечень двухсот с лишним черемисских богов и кереметей (духов). Особое внимание автор сосредоточил на богине Каве, выделил также такое божество как Кюртно-Юмо — создатель металлов. В. И. Филоненко (1912) сделал наблюдение о том, что Шочектшо-Ава является матерью Пуэмбара. Учёный также указал на исключительно женский культ богини солнца Кэчавы и отметил, что богиня неба Кава — живёт отдельно от других богов.

## Мифологические образы и мотивы в народной поэзии, эпосе
Мифологические представления мари нашли своё отражение в народных обрядовых песнях, так называемых «песнях жрецов» карт-влак муро. Они исполнялись картами — служителями марийских языческих культов — во время молений. В этих песнях, напоминающих древние молитвы и заклинания, жрецы обращались к богам с просьбой ниспослать им хорошую жизнь и защитить от зла. Об архаичности данного типа песен говорят образы древних божеств, упоминаемых в текстах — Пиямбар, Кинде-ава (мать-богиня урожая), Юмынӱдыр (дочь бога), Юмо колтымо мӱкшава (божья пчеломатка) и др..
Мифическими по своему происхождению являются некоторые герои марийского эпоса: Кугурак, Тюкан Шур и т. д. Так, например, Кугурак считался не только героем мари, но и божеством, духом .

## Мифические существа, артефакты, герои
- Шем Кишке (Ош Кишке, Азырен Кишке) — Чёрная змея (Белая змея, змея Азырена), обитающее в загробном мире чудовище[70].
- Турни — трёхглавый дракон, владыка болота и похититель девушек[71].
- Онар (Нар, Тютя) — великан доисторических времён, с корнем вырывающий деревья. Иногда — сын бога Юмо[72].
- Овда — лесное существо, представляющееся в виде прекрасной обнажённой девушки или женщины с чёрными волосами. Иногда овды виделись крылатыми великаншами, чудовищами с растрёпанными волосами, длинными грудями, которые перекидывали через плечи. Также овда — представитель мифического малого народа, жившего до появления марийцев в междуречье Ветлуги и Вятки [73].
- Кучкыж (Арслан-кайык) — Гигантский орёл (Лев-птица), свивший гнездо в нижнем мире и сражающийся со змеем аждагой[74].
- Курныж-пий — собака-коршун[75].
- Вюлтак — Сын кобылы, герой марийской сказки наряду с Тылчаком (сыном Луны) и Кечамышем (сыном Солнца)[74].
- Шёртнё лудо (Золотая утка) — фетиш, плавающий в чане с мёдом и являющийся источником воинской силы Акпатыра[76].
- Юзо ече — волшебные лыжи-самоходы Пегенея, Полтыша и Тюкан Шура[75].
- Юзо керде — чудесный меч, выкованный для Юаная из украшений похищенных девушек и закалённый слезами их матерей[71].
- Немда (Лемда, Акпатыр, Акпарс, Чоткар, Чумбулат, Изима, Редваг и т. д.) — собирательный образ марийского героя, готового прийти на помощь к людям и после своей смерти[77].
- Арын патыр — культурный герой. Научил мари сражаться при помощи пращи[78].
- Алтыбай, Урса и Ямшан — легендарные предводители малмыжских мари, культурные герои, научившие соотечественников расчищать поля под посевы[79].
- Вегеней (Пегеней) — старик-охотник, обладающий сказочной удачливостью[75].
- Тюкан Шур — легендарный князь, правивший вятскими мари[80].
- Акмазик — преемник Тюкан Шура[80].
- Унавий — дочь Тюкан Шура[80].
- Сави — девушка-богатырка, дочь предводителя одо (удмуртов) Кюльмезя и невеста Шуэта[81].
- Юанай — отважный охотник, победитель Турни[71].
- Полтыш — легендарный военачальник малмыжских мари[82].
- Пёсьеносые — мифические существа, людоеды с пёсьими носами. Жили за рекой Вяткой в глухих лесах.
- Таргылтыш — духи мертвецов.
- Мужо — злой дух болезни.
- Тоштыен — духи предков.